# Papillaria buchananii
Papillaria buchananii là một loài Rêu trong họ Meteoriaceae. Loài này được (Brid.) A. Jaeger mô tả khoa học đầu tiên năm 1877.